# Средња техничка школа „Милева Марић” Тител
Средња техничка школа „Милева Марић, са седиштем у Тителу улица Главна 7 и 9, ради као установа за средње васпитно образовање.
Школа је добила име по најпознатијој српској математичарки и физичарки Милеви Марић, рођеној у Тителу. 

## Настава
Ученици су распоређени у 17 одељења. Настава се одвија у једној смени.

## Образовни профили
У школи се образују будући:
- економски техничари
- туристички техничари
- аутомеханичари
- кувари
- конобари
- механичари грејне и расхладне технике

## Историјат школе
- почетак 12. века - 1526. Манастирска школа реда Светог Аугустина
- 1541—1685. Медреса
- 1780—1871. Виша немачка школа
- 1817—1848. Математика
- 1858—1871. Батаљонска војна школа
- 1871—1944. Грађанска школа
- 1944—1950. Непотпуна гимназија
- 1947—1950.	Школа ученика у привреди
- 1965—1968.	Школа ученика у привреди
- 1968—1977. Школа за квалификоване раднике „21. мај“
- 1975—1987.	ШЗСОО „Ђорђе Бешлин“
- 1987—1993.	Гимназија
- 1987—1995.	Средња машинска школа „Ђорђе Бешлин“
- 1995. - 	Средња техничка школа „Милева Марић“

## Школа данас
Школа је смештена у згради из времена Шајкашког батаљона, којој је Завод за заштиту споменика Војводине одредио културни значај.
Настава се изводи у 16 учионица и 6 школских радионица. Већина учионица је специјализована за одређене предмете. У школским радионицама се изводи практична настава и рад ученичке задруге. Два рачунарска кабинета су умрежена и опремљена савременом рачунарском опремом.